# Piedade dos Gerais
Piedade dos Gerais est une municipalité brésilienne de l'État du Minas Gerais et la Microrégion d'Itaguara.